# Cantón de Liévin-Norte
El cantón de Liévin-Norte era una división administrativa francesa, que estaba situada en el departamento de Paso de Calais y la región de Norte-Paso de Calais.

## Composición
El cantón estaba formado por una comuna, más una fracción de la comuna que le daba su nombre:
- Grenay
- Liévin (fracción)

## Supresión del cantón de Liévin-Norte
En aplicación del Decreto n.º 2014-233 de 24 de febrero de 2014, el cantón de Liévin-Norte fue suprimido el 22 de marzo de 2015 y sus 2 comunas pasaron a formar parte; una del nuevo cantón de Wingles y la fracción de la comuna que le daba su nombre se unió a la otra fracción para formar el nuevo cantón de Liévin.